# Motor-Quadrille
Die Motor-Quadrille ist eine Quadrille von Johann Strauss (Sohn) (op. 129). Sie  wurde am 31. Januar 1853 im Sofienbad-Saal in Wien erstmals aufgeführt.

## Einzelnachweis
1. ↑  Quelle: Englische Version des Booklets (Seite 21) in der 52 CDs umfassenden Gesamtausgabe der Orchesterwerke von Johann Strauß (Sohn), Hrsg. Naxos (Label). Das Werk ist als sechster Titel auf der 4. CD zu hören.